# Cecilia Anderssonová
Cecilia Christine Elisabeth Andersson (* 4. října 1982 Stockholm, Švédsko) je švédská lední hokejistka, členka stříbrného týmu na olympijských hrách v Turíně v roce 2006.